# ميشيل معدنلي
ميشيل معدنلي مواليد 10 مارس 1981، لاعب كرة سلة سوري، يلعب مع المنتخب السوري لكرة السلة. ويلعب حاليًا في الدوري السوري لكرة السلة مع فريق أهلي حلب.

## حياته الشخصية
ميشيل من مواليد حلب عام 1981، ومتزوج من السورية ديانا ثيودوري مُنذ عام 2012. في عام 2011 تعرض شقيقه حبيب معدنلي للخطف من قبل مجموعات متمردة، وقامت العائلة بدفع الفدية ثم انتقل حبيب للعيش في كاليفورنيا، أما عائلة معدنلي انتقلت للعيش في أمستردام، هولندا.

## سيرته المهنية

### في سوريا
بدأ ميشيل معدنلي مشواره في كرة السلة مع نادي الجلاء في عمر الثامنة وتدرج معه في جميع الفئات العمرية للنادي من الصغار والناشئين والشباب والرجال حيث خاض اولى مبارياته في فريق الرجال في عام 1999 ضد نادي الوحدة وساهم حينها بتسجيل 25 نقطة رغم انه لعب فقط الربعين الثالث والرابع ليحجز مقعدا اساسيا مع الجلاء في بقية المباريات. وتوج معدنلي باول لقب مع الجلاء في عام 2005 حين نال لقب بطولة الجمهورية واحتل المركز الثاني في بطولة الدوري وفي العام الذي يليه حافظ الجلاء على لقبه بعد تألق كبير من معدنلي الذي سجل في المباراة النهائية 36 نقطة ساهمت بفوز فريقه باللقب. أما على المستوى الخارجي فاحرز معدنلي مع الجلاء نتائج متميزة وضعته على لائحة اقوى الفرق على المستوى الاسيوي حيث احرز الجلاء المركز الثاني في بطولة اسيا للاندية التي اقيمت في الكويت عام 2006 بخسارته أمام فاست لينك الاردني واختير معدنلي ضمن التشكيلة الذهبية للبطولة. وفي عام 2007 قاد معدنلي فريقه الجلاء للتتويج ببطولة الدوري بعد غياب استمر 27 عاما إضافة إلى احرازه لقب بطولة كاس الجمهورية للعام الثالث على التوالي اما خارجيا فشارك الجلاء في بطولة دبي الدولية ووصل فيها للمباراة النهائية. ولعب معدنلي مع فريق الوحدة موسم 2001/2002 واحرز خلاله الوحدة لقب بطولة الاندية الاسيوية في ماليزيا واختير معدنلي خلالها أفضل لاعب كما شارك مع فريق الجيش في عامي 2003 و2004 واحرز معه لقب بطولة الدوري إضافة إلى اختياره أفضل لاعب في دورة دبي الدولية عام 2003.

### في الصين
بدأ اللعب في الدوري الصيني للمحترفين في العام 2011 مع نادي فوشان الصيني الذي لعب له لموسمين قبل انتقاله إلى نادي كينغدونغ في عام 2013 لكنه لم يشارك كثيرا مع الفريق لينتقل إلى فريق جيلين الصيني حيث لعب 37 مباراة، سجّل معدنلي مع جيلين 150 ثلاثية من اصل 378، أي بمعدل 40 في المئة وفاز ايضاً في مسابقة الثلاثيات في اسبوع كل النجوم.

### في الفلبين
انتقل إلى الدوري الفليبيني عام 2015 ليلعب مع فريق تي ان تي كاتروبا.

### في هولندا
انتقل ليلعب في الدوري الهولندي عام 2016 وما زال حتى الآن، وفاز مع فريقه لاندسليك لايونز ببطولة الدوري لموسم 16-17.

### العودة إلى سورية
في مايو 2022 عاد إلى سورية والتحق بفريق أهلي حلب ولعب في الدوري السوري لكرة السلة، إلى أن تعرض لإصابة في آب 2022.

## روابط خارجية
- ميشيل معدنلي على موقع الاتحاد الدولي لكرة السلة (الإنجليزية)
- ميشيل معدنلي على موقع كرة السلة الأوروبية.كوم (الإنجليزية)
- ميشيل معدنلي على موقع ريلجم (الإنجليزية)
- ميشيل معدنلي على موقع بروبوليرز (الإنجليزية)
- ميشيل معدنلي على موقع سبورتس رفرنس (الإنجليزية)